# 데비 메이저
데비 메이자(Debi Mazar, 영어 발음: /ˈmeɪzɑːr/, 1964년 8월 13일 ~ )는 미국의 배우이다.

## 출연 작품

### 영화
- 좋은 친구들 (1990)
- 꼬마 천재 테이트 (1991)
- 도어즈 (1991) - 위스키 걸 역
- 클럽 싱글즈 (1992)
- 인 더 수프 (1992)
- 턱시도 (2002) - 스티나 역
- 원더 휠 (2017) - 생일잔치 손님 역

### 텔레비전
- L.A. 로 (1993-94)
- 안투라지 (2004-11)
- 영거 (2015-21)